# Senhor Oliveira
Manuel Augusto Certã de Oliveira (Estado da África Ocidental, 13 de dezembro de 1928 — São Paulo, 9 de agosto de 2004), mais conhecido como Oliveira e também referido como Senhor Oliveira, foi um dirigente esportivo brasileiro do futebol de salão, presidente da Confederação Nacional de Futebol de Salão entre os anos de 2000 e 2004.

## História
Dirigente esportivo por cerca de 25 anos, sempre fiel ao futebol de salão (FIFUSA). Foi presidente do Grêmio Moinho Água Branca e da Associação Paulista de Futebol de Salão,   entidade que ele fundou, pois, recusou-se a seguir as regras da FIFA; nunca desistiu de lutar pela modalidade que ele chamava de "A Nobre Arte Brasileira da Bola Pesada".